# Onderbemonstering
In signaalverwerking wordt de term onderbemonstering gebruikt, wanneer een signaal bemonsterd wordt aan een frequentie lager dan de Nyquist-frequentie (twee keer de maximale frequentie van een signaal). Onderbemonsterde signalen kunnen enkel gereconstrueerd worden indien het banddoorlaatsignalen zijn en de bemonsteringsfrequentie minstens twee keer de bandbreedte van het banddoorlaatsignaal is.